# 103 Водолея
103 Водолея (лат. 103 Aquarii), A¹ Водолея (лат. A¹ Aquarii), HD 222547 — одиночная звезда в созвездии Водолея на расстоянии приблизительно 695 световых лет (около 213 парсеков) от Солнца. Видимая звёздная величина звезды — +5,344m.

## Характеристики
103 Водолея — оранжевый гигант спектрального класса K4/5III. Радиус — около 63,58 солнечных, светимость — около 848,3 солнечных. Эффективная температура — около 3910 К.